# Nectabeu II
Nectabeu II (nom hel·lenitzat), Senedyemibra - Najthorhabet, va ser l'últim faraó de la dinastia XXX d'Egipte, la darrera de reis egipcis indígenes, governant de 359 a 343 aC.
Manetó l'anomena «Nectanebo», i comenta que va regnar 18 anys, segons Juli Africà, o 8 anys segons Eusebi de Cesàrea i la versió armènia.
La Crònica Demòtica narra: «hom li permetrà de governar durant 18 anys. El primer rei que vindrà després serà dels Medes... estrangers».

## Biografia
Nectabeu va pujar al tron egipci gràcies al rei espartà Agesilau II, qui el va ajudar a enderrocar Teos. El 350 aC una expedició persa contra Egipte fracassa a causa de l'epidèmia de pesta que va assolar l'exèrcit persa.
El 343 aC, un poderós exèrcit de 300.000 soldats perses, dirigit per Artaxerxes III de Pèrsia, va derrotar els egipcis. Nectabeu va fugir a Memfis primer, després a Núbia, on va quedar-s'hi un temps, finalment va desaparèixer sense deixar cap empremta. Egipte va ser altre cop sotmès per un sàtrapa de l'Imperi Persa.

## Construccions i testimonis de la seva època

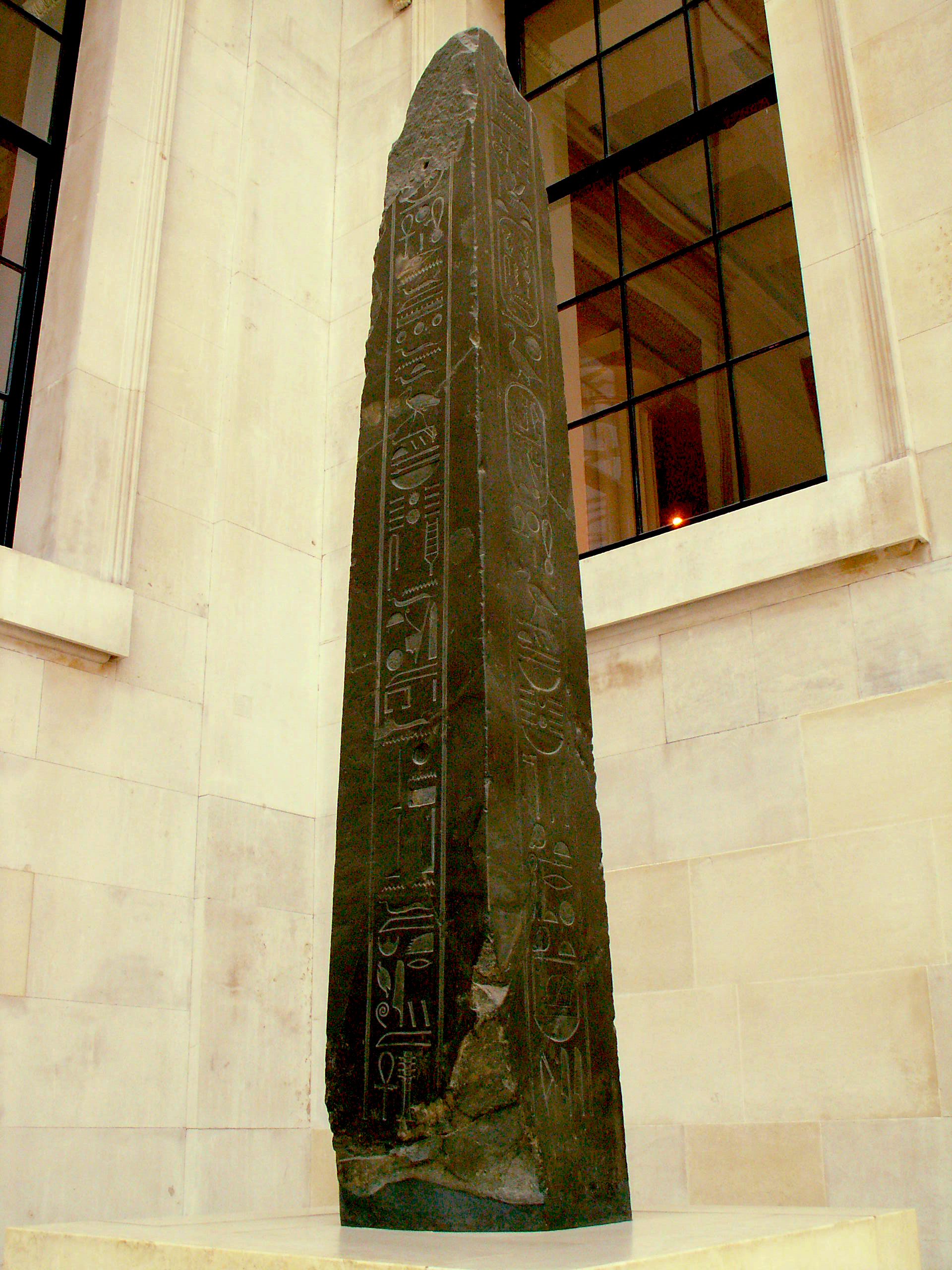
Obelisc de Nectabeu II.

El seu nom es troba inscrit als següents llocs: 
- Temple de Jnum a Elefantina (Junge)
- Inscripció trobada a Elefantina (Niederberg)
- Treballs de construcció al temple a Edfu (Arnold)
- Petit temple a Armant (Arnold)
- Treballs de construcció a Karnak (Arnold)
- Capella per a Geb i Isis a Coptes (Arnold)
- Fragments d'estàtua i inscripció a Hermòpolis (Spencer)
- Naus per al déu Heryshaf a Heracleòpolis Magna (Arnold)
- Iseum a Behbeit el-Hagar (Arnold)
- Nou recinte per al temple a Tanis (Arnold)
- Nou temple per a Bastet a Bubastis (Arnold)
- Ampliació del temple de Ra - Harachte i Atum a Pithum (Arnold)
- Temple d'Onuris a Sebenitos (Arnold)
- Obeliscs al temple d'Hibis a El-Jarga (Arnold)
- El seu sarcòfag trobat a la mesquita de Attarin a Alexandria (Museu Britànic)